# 迷糊天使
《迷糊天使》（日语：ぴたテン）是由日本漫畫家小夏鈍帆創作的漫畫，並有小說、動畫等衍生作品。「ぴたテン」（Pita-ten）的標題為「突然的天使」（Stalker Angel）的簡稱。
動畫版於2002年4月7日在東京電視台開播。全26集。

## 故事簡介
正準備中學入學試，性格有點冷酷的小學六年级生「樋口湖太郎」，在這個時候遇上了由天界所來臨人間的見習天使「美纱」與突然出現的謎之少女「紫亞」。而這是一個關於他與天使惡魔、小星等人，一起苦惱與成長的故事。

## 登場人物

### 主要角色
樋口湖太郎（Higuchi Kotaro，配音員：澤城美雪（日本）；黃鳳英（香港））
本作的主角。小學六年級學生。正準備中學入學試。被搬到隔壁來的美纱纏繞跟蹤。
母親已經去世（在動畫與原作都以交通意外為過世原因。在原作中，與母親一起遭受交通意外，但只有湖太郎獲救，這段回憶為他帶來嚴重的陰影。）。現在與父親兩人生活，但因為父親工務繁忙，常不在家，所以幾乎獨自生活，家務也是自己一手包辦的。
最初對固執要糾纏跟蹤自己的美纱感到窒息，不過，後來因為她內在的明亮性格而慢慢向她打開心扉。對紫亞卻抱有特別的感情，所以被她所吸引（就像與去世母親的某些感覺重疊一樣。）。因此，與同樣對紫亞抱有模糊戀慕之心的綾小路天發生吵架的場面，可是，當知道自己與紫亞有血緣關係之後，便放棄了。然後與綾小路天和解。
也許是因為母親不在的原故，所以有著像大人一樣的冷酷性格。根據原作的認定，繼承了惡魔的血統（紫亞的曾外孫），能夠看見幽霊、天使等普通人所看不到的東西（但就算是普通人也能看到美紗的存在）。靠近惡魔的話便會頭痛，而美紗的力量能夠使他回復平靜。另外，可以單靠靈感和預知的能力，無意識地進行測驗以及運動，所以成績向來不錯。
靈魂是曽祖父的兒子（總之相當於大伯父）小太郎的轉世。因為有著同樣的靈魂，所以美紗深信湖太郎的事便是小太郎，並想使湖太郎得到幸福。
在動畫版方面，冷酷性格不太突出，比較切合他的年紀（動畫第一話的說話語調則比較接近原作）。成績也不太出眾。還有，能夠看到普通人所看不到的原因並非因為血緣關係，而是由於特殊的體質所引起的。
美紗（Misha，配音員：田村由香里（日本）；陸惠玲（香港））
本作的女主角之一。由天界所來臨人間的見習天使，並住在湖太郎隔壁。雖然想要保護湖太郎，但常常反被關照。身份是天使，卻常常穿著黑色的衣服。與其他的天使並不一樣，普通人也能看見和接觸她。雖然有著明亮並外向的性格，處事卻非常迷糊。
說話語調的特徵是「Tehihi〜」（てひひ〜）與「○○su」（○○っス）。
雖然與惡魔紫亞持敵對關係，卻能與紫亞看似和平地住在一起。
為了使湖太郎得到幸福而來到人間。原因是因為美紗在小時候已經認識了湖太郎的前世－小太郎（「小太郎」的日文發音與「湖太郎」一樣），並看到他過世的事，為了讓轉世的小太郎幸福而成為天使（為了成為正式的天使而參加升級考試）。
在原作中，與湖太郎初次邂逅時的對白是「來吧！我們一起去吧！」（私とつきあってください！！），這句話是起因於與小太郎相會的事。在動畫版，完全沒有提及關於湖太郎前世的所有事，因此，美紗第一話的最初對話變成了單純地谜一樣對白。另外，到最後為止，為什麼想使湖太郎幸福亦仍然是一個謎。
在原作的結局，美紗明白湖太郎希望自己能夠自立的意思後，便從湖太郎的眼前消失，成為正式天使（白衣天使）守護在他的身邊。在動畫的結局，為了拯救已消失而被人遺忘的紫亞，使用「奪回記憶的魔法」讓消失的紫亞回來；後來，早紗因此事而繼續讓美紗降級為見習天使（因為讓紫亞消失是天使考試的題目，所以在紫亞消失的那天便升級為正式天使），再次回到與湖太郎的身邊；當時的對白是「湖太郎！我希望你可以再次做我的好拍擋！」（「また私と付き合ってくださいっス！！」）。
還有，在原作中，美紗是天使的事仍然對湖太郎的朋友保密；在動畫中，卻在第3話被湖太郎，小星，天揭穿了。
順帶一提，第一卷的對白「依靠母親的只會是沒用的女兒〜」（母に頼ってばっかのダメな娘で〜），直到最後為止，美紗的「母親」也沒有登場。登場的亲属只有美紗的姐姐早紗而已。在動畫中，美紗變成完全的主要人物，在演員列表中排在湖太郎之上，即是最上面的位置。
紫亞（Shia，配音員：野上尤加奈（日本）；梁少霞（香港））
本作的女主角之一。由魔界所來臨人間的見習惡魔。雖然身份是惡魔，卻常常穿著白色的衣服，而且心地善良。在家中不介意做家務，性格帶有點天然呆且神秘的氣息。與天使美紗持有相反的性格。
說話時帶有禮貌的語調，口頭禪是「WOW〜」（はぅ〜）。
比起其他惡魔，力量較弱。在故事初期持有把力量增強的魔杖，但由於美紗的天使力量，所以魔杖頂部的半個魔球被打碎了（在動畫版，是整個被打碎了。）。因為被美紗注入與自己相反的天使生命力，所力量被削弱了。在此之後，就突然地與美紗一同住在湖太郎隔壁。在綾小路天的介紹下，便開始到他親戚所經營的咖啡店做女服務生（原作是湖太郎他們的指導下，亂七八糟地填寫履歷書；而動畫卻是由綾小路天作為中介人，立即被咖啡店僱用。）。在動畫版中，紫亞常常為湖太郎與美紗準備午餐的飯盒，而飯盒多被綾小路天搶來吃的。
在過去，曾經被卷入魔界的事故中，因此失去了所有記憶並流落在人間。後來被米屋所收留，並喃喃地自稱本名為「Shia」，因而被取名為「志摩」。然後，跟湖太郎的曽祖父太郎成為了朋友，並歡喜上他。可是米屋因突然受到暴動的襲擊，而導致與太郎他們失散了。數年後，成為了藝妓的紫亞再會太郎，卻因藝妓的身份而不能作為太郎的妻子。接著，就在關東大震災的時候，趁機與太郎私奔，並為他生下2個孩子，名為「小太郎」和「志乃」。換句話而言，紫亞便是湖太郎的曾祖母。
就在紫亞的身體變得虛弱時，被喵喵接回魔界去。因為有關人類的所有記憶被刪除，所以失去了有關志摩的記憶。與太郎約定再會的記憶完全消失，因此未能赴約，太郎便過世了。為了找尋失去記憶的因由而再次來到人間界。
原作所記述來到人間界的原因是為了「尋找某個東西」，而唯一看似惡魔的地方便是吸取湖太郎的生命，但在動畫中卻並無以上的設定，只是以見習惡魔的身份來到人間界學習而已。惡魔的力量非常微小（甚至連早紗也完全感覺不到她是惡魔的那種程度），僅有能讓物品漂浮的魔力程度。雖然能夠瞬間移動，但移動範圍只限數米之內，如果勉强跳過長距離的話，便會因貧血而倒下。同時，「見習惡魔」的身份在故事中被高度強調，尤其特出天然的性格。另外，與原著的認定同樣有很大差別，在第11話在湖太郎以及綾小路天他們面前，簡單地說明自己是惡魔的身份，當御手洗薰問她是否惡魔時，以笑臉回答「是」，這點跟美紗一樣，沒有試圖隱瞞自己的真實身份。
在原作的結局，太郎的葬禮過後便生命耗盡，在湖太郎前面斷氣。而屍骸亦被喵喵帶回魔界去。
在動畫的結局，紫亞被開除見習惡魔的身份（因為太不像惡魔了），在接受自己消滅的同時，也被全部人遺忘。可是早紗說過，天使與惡魔的存在都是由人類想像而誕生的，所以美紗使用「奪回記憶的魔法」讓他們再次想起紫亞，使她復活。之後，仍然與喵喵一起住在美紗的單位內，並與湖太郎一樣，相信並等待美纱的回来，緊接著美紗便回家了。
很擅長烹飪料理與打掃得家務工作，不過在學識上除了平假名以外的读写几乎完全不會。也會做出不合常理的事，例如在找工作的時候，站在街道中，掛著寫了「我能做些什麼的」與「我是會做飯的」的牌子，這樣不可思議的行為。還有，用相机拍照的時候，必定緊闭眼睛。這就像相信用相机拍照便會被被吸走灵魂一樣。

### 學校同學
植松小星（Uematsu Koboshi，配音員：釘宮理惠（日本）；鄭麗麗（香港））
湖太郎的同班同學，頭上戴一對貓耳和蝴蝶結。喜歡湖太郎。對料理不擅長。
綾小路天（Ayanokoji Takashi，配音員：齋賀光希（日本）；區瑞華（香港））
湖太郎的同班同學，成績和運動都非常優秀。非常受女孩子歡迎。喜歡紫亞。原作漫畫中家裡有困難。
御手洗大（Mitarai Hiroshi，配音員：熊井統子（日本）；曾秀清（香港））
小學六年級，湖太郎的同班同學，成績十分好，但排名總在綾小路天之下。家裡非常富有。視綾小路天為競爭對手。喜歡美紗（因御手洗在日本為廁所的意思，大则表示大便的意思）。
御手洗薰（Mitarai Kaoru，配音員：野川櫻（日本）；陳凱婷→黃麗芳、林元春（代配）（香港））
小學五年級，御手洗大的妹妹，喜歡綾小路天（因御手洗在日本為廁所的意思，薰则表示厕所的味道）。

### 湖太郎家族
湖太郎的父亲（Kotaro no chichi，配音員：檜山修之（日本）；李錦綸→潘文柏（香港））
雖然會替孩子著想，但常常因為工作而不在家。在湖太郎的母親發生事故過世之後，湖太郎經常是獨自生活的状態。
湖太郎曾祖父的家では、亡妻の実家にあたるため何かと気を使う模様。
紫乃（Shino，配音員：川田妙子（日本）；小林さやか（香港））
湖太郎的表妹。曾經照顧過世的母親，因父親生病而住院的湖太郎。
帶有惡魔的血統，靠近惡魔時會頭痛，因此總是躲避紫亞。
原作有著畏縮內向的性格，動畫中則變得個性調皮，但語調並沒改變。
太郎（Taro）
原作登場的人物。湖太郎母方的曾祖父，小太郎的父親。與志摩（昔日的紫亞）的關係非常好，但因為有茜這個未婚妻不得不與志摩分開，之後為了志摩，辭去学校工作，與志摩私奔並前往鄉下生活，後來生了小太郎與志乃這兩個孩子。
原作開始時雖已年邁但還活著，每年都會贈送大量蘋果，原作終盤過世。最大的期望是能再見到紫亞一面，但最終未能實現。
對紫乃來說是曾祖父但卻被紫乃稱為「爺爺」。
動畫版雖未登場，但第二話湖太郎曾有「總是收到鄉下的曾祖父寄來的一箱蘋果」的描述。
小太郎（Kotaro）
原作登場的人物。樋口湖太郎的前世，相當於湖太郎的大伯父。能見到幽靈並談論其存在，只要看見臉就能預測對方的「死」，並因為預言前赴戰場的年輕人的死，被村裡視為不祥的存在，遭到全村厭惡。因此詛咒著擁有這種體質的自己，但也因為這種能力才能見到天使美紗的身姿，可說是唯一的救贖。
但在美紗返回天界時，為追趕美紗而掉入湖中死亡。由於這個原因，而使美紗穿著黑色衣服，並成為能夠接觸人類的低級存在。
志乃（Shino）
原作登場的人物。小太郎的妹妹，湖太郎母方的祖母。已故。
湖太郎母親、紫乃母親、湖太郎的叔母這3位姐妹的母親。

### 其他角色
喵喵（Nyasan，配音員：冬馬由美（日本）；蔡惠萍（香港））
跟著紫亞來到人間的黑貓，有讲人類的話語的能力。原作漫畫中後期多以真身出現。
早紗（Sasha，配音員：岡村明美（日本）；林元春（香港））
美紗的姊姊，因美紗的見習天使考試而到人間指導她。
一之瀨葵（Ichinose Aoi）
小說版2卷登場的人物，大的青梅竹馬。比大高一個年級，中学一年級學生。大以「小葵」（あおちゃん）稱呼她。
雙親離婚之後，與父親一起前往紐約。

## 出版書籍
漫畫不止在日本發行，亦在美國、英國、德國、法國、韓国、香港、台湾、泰國等國家出版。
單行本
| 冊數 | MediaWorks     | MediaWorks         | 台灣角川       | 台灣角川           |
| 冊數 | 發售日期       | ISBN               | 發售日期       | ISBN               |
| ---- | -------------- | ------------------ | -------------- | ------------------ |
| 1    | 2000年4月27日  | ISBN 4-8402-1528-6 | 2002年10月28日 | ISBN 986-79-9357-8 |
| 2    | 2000年10月27日 | ISBN 4-8402-1692-4 | 2003年1月16日  | ISBN 986-79-9368-3 |
| 3    | 2001年4月27日  | ISBN 4-8402-2202-9 | 2003年3月25日  | ISBN 986-79-9380-2 |
| 4    | 2001年10月27日 | ISBN 4-8402-1984-2 | 2003年6月28日  | ISBN 986-76-6400-0 |
| 5    | 2002年4月27日  | ISBN 4-8402-2110-3 | 2003年8月23日  | ISBN 986-76-6416-7 |
| 6    | 2002年10月26日 | ISBN 4-8402-2222-3 | 2003年10月23日 | ISBN 986-76-6434-5 |
| 7    | 2003年4月26日  | ISBN 4-8402-2367-X | 2003年12月18日 | ISBN 986-76-6455-8 |
| 8    | 2003年9月27日  | ISBN 4-8402-2480-3 | 2004年1月20日  | ISBN 986-76-6459-0 |

迷糊天使 官方漫畫精選集（選集）
| 冊數 | MediaWorks    | MediaWorks         |
| 冊數 | 發售日期      | ISBN               |
| ---- | ------------- | ------------------ |
| 1    | 2002年3月27日 | ISBN 4-8402-2089-1 |
| 2    | 2002年6月27日 | ISBN 4-8402-2133-2 |
| 3    | 2002年9月27日 | ISBN 4-8402-2209-6 |

## 電視動畫

### 製作團隊
- 導演：川瀨敏文、佐藤雄三
- 系列構成：面出明美、小林靖子
- 人物設計：坂井久太
- 美術監督：西山礼兒
- 色彩設定：兒玉尚子
- 攝影監督：松田成志
- 編輯：瀨山武司
- 音樂：七瀨光
- 音響監督：
- 動畫製作人：白井勝也
- 製作人：金岡英司→原弘之、渡邊和哉、横澤隆、里見哲朗、森本浩二
- 動畫製作：MADHOUSE
- 動畫製作協助：Studio Matrix
- 製作：大阪電視台、讀賣廣告社、Pita組

### 主題曲
片頭曲
作詞、作曲 - UCO、吉見 / 編曲 - Funta、深澤秀行 / 歌 - Funta
片尾曲「ちいさなまほう」
作詞 - 谷口正明 / 作曲、編曲 - 七瀨光 / 歌 - 澤城美雪

### 各話列表
| 集数 | 日文標題 | 中文標題             | 劇本              | 分鏡       | 演出       | 作畫監督                     | 播放日期      |
| ---- | -------- | -------------------- | ----------------- | ---------- | ---------- | ---------------------------- | ------------- |
| 01   |          | 與天使的交往方法     | 面出明美          | 佐藤雄三   | 佐藤雄三   | 中原清隆                     | 2002年 4月7日 |
| 02   |          | 美味蘋果派的做法     | 面出明美          | 川瀨敏文   | 奥村吉昭   | 權允姬                       | 4月14日       |
| 03   |          | 試膽大賽的享受方法   | 面出明美          | 佐藤雄三   | 山田雄三   | 南伸一郎                     | 4月21日       |
| 04   |          | 愉快泡溫泉的方法     | 面出明美          | 中村賢太郎 | 磨積良亞澄 | 野口和夫                     | 4月28日       |
| 05   |          | 找打工的方法         | 筆安一幸          | 駒井一也   | 駒井一也   | 赤尾良太郎 南伸一郎          | 5月5日        |
| 06   |          | 迎接新朋友的方法     | 時田廣子          | 木村隆一   | 木村隆一   | 中原清隆                     | 5月12日       |
| 07   |          | 惡作劇的方法         | 江夏由結          | 中野新道   | 松園公     | 相坂直紀                     | 5月19日       |
| 08   |          | 與競爭對手對戰的方法 | 杉原研二          | 蔭山康生   | 富澤信雄   | 馬場健                       | 5月26日       |
| 09   |          | 尋找天使的方法       | 時田廣子          |            | 山田雄三   | 金相燁                       | 6月2日        |
| 10   |          | 高明的和好方法       | 江夏由結          | 佐藤真二   | 佐藤真二   | 安田好孝                     | 6月9日        |
| 11   |          | 美好的邀舞方法       | 筆安一幸          |            |            | 森下真澄 中原清隆 赤尾良太郎 | 6月16日       |
| 12   |          | 收集破爛的方法       | 小林靖子          | 新留俊哉   | 高橋丈夫   | Lee Si Min 廣田知子          | 6月23日       |
| 13   |          | 在城堡漫步的方法     | 時田廣子          | 木村隆一   | 木村隆一   | 南伸一郎                     | 6月30日       |
| 14   |          | 感覺幸福的方法       | 時田廣子          | 平田豊     | 大西景介   | 櫻井木之實                   | 7月7日        |
| 15   |          | 遊樂園的玩法         | 江夏由結          | 增田敏彥   | 古谷溪一郎 | 宮本佐和子                   | 7月14日       |
| 16   |          | 人界漫遊的方法       | 時田廣子          | 青山浩行   | 古谷溪一郎 | 馬場健                       | 7月21日       |
| 17   |          | 歡渡假日的方法       | 江夏由結          | 新留俊哉   | 岡崎幸男   | 玉井公子                     | 7月28日       |
| 18   |          | 享受假期的方法       | 筆安一幸          | 佐藤雄三   | 磨積良亞澄 | 坂井久太                     | 8月4日        |
| 19   |          | 實習天使努力的方法   | 小林靖子          | 青山浩行   | 古谷溪一郎 | 馬場健                       | 8月11日       |
| 20   |          | 尋找失物的方法       | 杉原研二          |            | 桝井剛     | 金相燁                       | 8月18日       |
| 21   |          | 女生的奮鬥方法       | 時田廣子          | 田中敦子   | 古谷溪一郎 | 宮本佐和子                   | 8月25日       |
| 22   |          | 運動會的衝刺方法     | 筆安一幸 小林靖子 | 佐藤真二   | 太田雅彥   | 中原清隆 森下真澄            | 9月1日        |
| 23   |          | 郊遊的玩樂方法       | 杉原研二 小林靖子 | 松尾衡     | 松尾衡     | 阿部純子 北野幸廣            | 9月8日        |
| 24   |          | 去探病的方法         | 江夏由結          | 新留俊哉   | 岡崎幸男   | 玉井公子                     | 9月15日       |
| 25   |          | 離別的方法           | 時田廣子          |            | 關田修     | 岩井優器 飯飼一幸 齋藤和也   | 9月22日       |
| 26   |          | 聯繫回憶的方法       | 小林靖子          | 佐藤雄三   | 佐藤雄三   | 坂井久太                     | 9月29日       |

### 播放電視台

#### 日本國內
| 播放地區       | 播放電視台     | 播放日期                     | 播放時間             | 聯播網         |
| -------------- | -------------- | ---------------------------- | -------------------- | -------------- |
| 大阪府         | 大阪電視台     | 2002年4月7日 - 9月29日       | 星期日 9:30 - 10:00  | 東京電視台系   |
| 關東廣域圈     | 東京電視台     | 2002年4月7日 - 9月29日       | 星期日 9:30 - 10:00  | 東京電視台系   |
| 北海道         | TV北海道       | 2002年4月7日 - 9月29日       | 星期日 9:30 - 10:00  | 東京電視台系   |
| 愛知縣         | 愛知電視台     | 2002年4月7日 - 9月29日       | 星期日 9:30 - 10:00  | 東京電視台系   |
| 岡山縣、香川縣 | 瀨戶內電視台   | 2002年4月7日 - 9月29日       | 星期日 9:30 - 10:00  | 東京電視台系   |
| 福岡縣         | TVQ九州放送    | 2002年4月7日 - 9月29日       | 星期日 9:30 - 10:00  | 東京電視台系   |
| 和歌山縣       | 和歌山電視台   | 2002年4月13日 - 10月5日      | 星期六 9:30 - 10:00  | 獨立UHF局      |
| 熊本縣         | 熊本朝日放送   | 2002年4月13日 - 10月5日      | 星期六 1:00 - 1:30   | 朝日電視台系列 |
| 石川縣         | 石川電視台     | 2002年4月13日 - 10月5日      | 星期六 2:30 - 3:00   | 富士電視台系列 |
| 奈良縣         | 奈良電視台     | 2002年4月15日 - 10月7日      | 星期一 17:30 - 18:00 | 獨立UHF局      |
| 愛媛縣         | 南海放送       | 2002年4月15日 - 10月7日      | 星期一 1:55 - 2:25   | 日本電視台系列 |
| 長野縣         | 長野放送       | 2002年4月16日 - 10月8日      | 星期二 1:10 - 1:40   | 富士電視台系列 |
| 新潟縣         | 新潟電視台21   | 2002年4月16日 - 10月8日      | 星期二 1:41 - 2:11   | 朝日電視台系列 |
| 廣島縣         | 廣島HOME電視台 | 2002年4月17日 - 10月9日      | 星期二 1:25 - 1:55   | 朝日電視台系列 |
| 滋賀縣         | 琵琶湖放送     | 2002年4月19日 - 10月11日     | 星期五 7:30 - 8:00   | 獨立UHF局      |
| 宮城縣         | 東日本放送     | 2002年4月20日 - 10月12日     | 星期六 2:45 - 3:15   | 朝日電視台系列 |
| 日本全域       | AT-X           | 2003年9月25日－2004年9月10日 | 星期五 11:00 - 12:00 | CS放送         |

| 日本 東京電視網 星期日 09:30–10:00 | 日本 東京電視網 星期日 09:30–10:00 | 日本 東京電視網 星期日 09:30–10:00 |
| ---------------------------------- | ---------------------------------- | ---------------------------------- |
|                                    |                                    |                                    |
| 銀河天使Z                          | 銀河天使A                          |                                    |

#### 海外
香港
| 香港 無綫電視翡翠台 星期六、日 17:25－17:55 | 香港 無綫電視翡翠台 星期六、日 17:25－17:55 | 香港 無綫電視翡翠台 星期六、日 17:25－17:55 |
| ------------------------------------------- | ------------------------------------------- | ------------------------------------------- |
|                                             | 天使．愛．美紗 （2003.7.6－10.11）          |                                             |
| 音樂小彗星                                  | 哈姆太郎                                    |                                             |
| 香港 無綫電視翡翠台 星期一至五 15:35－16:05 |                                             |                                             |
| 大頭狗仔隊 奧運NUMBER 1直播室 (2004.8.27)   | 天使．愛．美紗 （重播） （2004.8.30－10.5） | 功夫小食神                                  |

## 相關書籍

### 小說
電撃G's文庫
落合由香里・著。封面：小夏鈍帆、本文插畫：山口莉奈。
1. 稍少以前生活的方法（ちょっと昔の過ごし方） 2002年4月25日初版 ISBN 4-8402-2082-4
2. 守護重要之人的方法（大切な人の守り方） 2002年8月10日初版 ISBN 4-8402-2184-7
3. 傳達再見的方法（さよならの伝え方） 2003年2月10日初版 ISBN 4-8402-2202-9

### 畫集
- 迷糊天使 明信片畫集（ぴたテン ポストカード画集）
2002年2月27日初版 ISBN 4-8402-2081-6
- 迷糊天使的享受方法 第1部（ぴたテンの楽しみ方 その１）
2002年8月2日初版 ISBN 4-8402-1968-0
- 迷糊天使的享受方法 第2部（ぴたテンの楽しみ方 その２）
2002年11月15日初版 ISBN 4-8402-2244-4
- 小夏鈍帆畫集 迷糊天使（コゲどんぼ画集 ぴたテン）

| 冊數 | MediaWorks     | MediaWorks         | 台灣角川      | 台灣角川           |
| 冊數 | 發售日期       | ISBN               | 發售日期      | ISBN               |
| ---- | -------------- | ------------------ | ------------- | ------------------ |
| 全   | 2003年12月24日 | ISBN 4-8402-2542-7 | 2005年2月18日 | ISBN 986-72-9949-3 |

## 影音商品

### CD
Lantis全面発售。

### 單曲
- 微小的魔法（2002年5月22日、LACM-4054）
歌：湖太郎（澤城美雪）
  1. ちいさなまほう
  2. TROUBLE ANGEL
  3. ちいさなまほう－off vocal
  4. TROUBLE ANGEL－off vocal

- 變得更加幸福！（2002年5月22日、LACM-4059）
歌：美紗（田村由香里）
  1. 幸せになるといいな
  2. うれしい空の飛び方
  3. 「早安啊 我是美紗」－ 自我介紹
  4. 幸せになるといいな－off vocal
  5. うれしい空の飛び方－off vocal

- 預感（2002年6月26日、LACM-4063）
歌：紫亞（尤加奈）& 喵喵（冬馬由美）
  1. 予感（預感）
  2. 「我是紫亞。興趣是……興趣是-」－ 自我介紹
  3. 予感－off vocal
  4. なつかしい宝物－off vocal

- Sigh,Sigh.（2002年6月26日、LACM-4062）
歌：小星（釘宮理恵）
  1. Sigh,Sigh.
  2. 小さな願い
  3. 「MY NAME IS 小星・植松！」－ 自我介紹
  4. Sigh,Sigh.－off vocal
  5. 小さな願い－off vocal

### 原聲帶
1. TV動畫「迷糊天使」原聲大碟 幸福音樂會 Vol.1（2002年7月24日、LACA-5114）
劇伴的作曲・編曲：七瀬光
  1. 天使的早晨
  2. 湖太郎、日常的毎天
  3. 天使的飛翔
  4. 吵吵嚷嚷地走吧
  5. 湖太郎與美紗
  6. 天使的滯後時間
  7. 回想
  8. 總是在倉惶
  9. 坦率的事
  10. 不協調的關係
  11. 阿大登場
  12. 微微的心跳加速
  13. 幸福的關懷
  14. 小薰欲哭！
  15. 天使的略過
  16. 每天的樂趣
  17. 冰雹
  18. 下集預告是...
  19. Wake Up Angel〜ねがいましては∞(無限)なり〜(TV Ver.)
歌：Funta
  20. ちいさなまほう(TV Ver.)
歌：湖太郎（澤城美雪）

1. TV動畫「迷糊天使」原聲大碟 幸福音樂會 Vol.2（2002年10月23日、LACA-5129）
全作曲・編曲：七瀬光
  1. 天使的奮鬥
  2. 跑吧跑吧
  3. 夢之世界
  4. 和平的關係
  5. 紫亞的稍微
  6. 紫亞的冰雹
  7. 紫亞的幫助
  8. 大家精神
  9. 努力的女孩
  10. 年輕的回憶
  11. 不安與思案
  12. 小星的妄想
  13. 逃離...
  14. 心中所想
  15. 試膽量
  16. 好朋友
  17. 對妄想...
  18. 安靜的關懷
  19. 是度假村
  20. 微小的夢
  21. 日本的夏天
  22. 靜的描寫
  23. 想到就做
  24. 熱血特訓
  25. 精神的早晨
  26. 尷尬的空氣
  27. 更為嚴重的...
  28. 紫亞、美紗離別的預感
  29. 與紫亞的離別
  30. 她正在消失...
  31. 天使的大團圓結局
  32. 今天的故事是...
  33. 引人注目-1
  34. 引人注目-2

### 專輯
- TV動畫「迷糊天使」插畫專輯 吵吵嚷嚷地走吧（2002年10月2日、LACA-5120）
  1. 廣播劇「對盡了力的人努力的方法」
  2. うきうき☆タラッタ
歌：美紗（田村由香里）
  3. 廣播劇「教育指導的辦法」
  4. 予感（ショートサイズver.）
歌：紫亞（野上尤加奈）& 尼亞（冬馬由美）
  5. 廣播劇「隔壁天使的探查方法」
  6. Sigh,Sigh.（ショートサイズver.）
歌：小星（釘宮理恵）
  7. 廣播劇「兄妹對決的辦法」
  8. 薫のミラクル・スパイラル・ラブ！
歌：薫（野川さくら）
  9. 廣播劇「找到相同地方的方法」
  10. TROUBLE ANGEL（ショートサイズver.）
歌：湖太郎（澤城美雪）

- TV動畫「迷糊天使」演唱專輯 天使們的合唱會（2003年1月22日、LACA-5134）
  1. Wake up Angel〜ねがいましては∞(無限)なり〜
歌：Funta
  2. うきうき☆タラッタ
歌：美紗（田村由香里）
  3. Sigh,Sigh.
歌：小星（釘宮理恵）
  4. TROUBLE ANGEL
歌：湖太郎（澤城美雪）
  5. 幸せになるといいな！
歌：美紗（田村由香里）
  6. 予感
歌：紫亞（野上尤加奈）& 尼亞（冬馬由美）
  7. コズミック・ダイビング
歌：美紗（田村由香里）&湖太郎（澤城美雪）
  8. 薫のミラクル・スパイラル・ラブ！
歌：薫（野川櫻）
  9. なつかしい宝物
歌：紫亞（野上尤加奈）
  10. うれしい空の飛び方
歌：美紗（田村由香里）
  11. 小さな願い
歌：小星（釘宮理恵）
  12. ちいさなまほう
歌：湖太郎（澤城美雪）

### DVD
國崎久德增加發售。除了全巻的通常版，就只有限定版送「Figure Special」。
※以下的商品號碼是通常版。
- 迷糊天使 1 （BCBA-1156）
- 迷糊天使 2 （BCBA-1167）
- 迷糊天使 3 （BCBA-1158）
- 迷糊天使 4 （BCBA-1159）
- 迷糊天使 5 （BCBA-1160）
- 迷糊天使 6 （BCBA-1161）
- 迷糊天使 7 （BCBA-1162）
- 迷糊天使 8 （BCBA-1163）
- 迷糊天使 9 （BCBA-1164）

## 外部連結
1. ↑  2003年10月4日 節目時間表 （页面存档备份，存于）. 《太陽報》.

- （日語）作者小夏鈍帆官方網頁